# تحديث الحالة (فلم)
تحديث الحالة (بالإنجليزية: Status Update) هو فيلم دراما رومانسي كوميدي أمريكي للمراهقين يتم عرضه مباشرة على الفيديو لعام 2018م، من إخراج سكوت سبير وسيناريو جيسون فيلاردي. وبطولة كل من روس لينش وأوليفيا هولت.
كان للفيلم إصدار محدود في 23 مارس 2018 ، قبل أن يتم إصداره عبر الفيديو عند الطلب في 30 مارس 2018 ، بواسطة شركة (Vertical Entertainment).

## روابط خارجية
- تحديث الحالة على موقع IMDb (الإنجليزية)
- تحديث الحالة على موقع روتن توميتوز (الإنجليزية)
- تحديث الحالة على موقع فيلمافينيتي (الإسبانية)
- تحديث الحالة على موقع قاعدة بيانات الفيلم (الإنجليزية)
- تحديث الحالة على موقع ليتربوكسد (الإنجليزية)
- تحديث الحالة على موقع كينوبويسك (الروسية)
- تحديث الحالة في قاعدة بيانات الأفلام العربية